# Копичинецька бучина
Копичине́цька бучина — ботанічна пам'ятка природи місцевого значення в Україні. Розташована на території Чортківського району Тернопільської області, біля села Яблунева, Копичинецьке лісництво кв. 40, вид. 5, лісове урочище «Яблунівська дача».
Площа — 1 га, статус отриманий у 1971 році.
У 2010 році ввійшла до складу заказника загальнодержавного значення «Яблунівський».